# 1985 في الفلبين
فيما يلي قوائم الأحداث التي وقعت خلال عام 1985 في الفلبين.

## سياسة

### انتهاء فترة المنصب
- 1 يناير – ارتورو تولنتينو وزير الخارجية [الإنجليزية]‏.

## مواليد

### يناير
- 25 يناير – جابيث أغيلار لاعب كرة سلة فلبيني.

### أبريل
- 14 أبريل – ماك باراكال لاعب كرة سلة فلبيني.

### يوليو
- 7 يوليو – بونغ إسكوبال لاعب كرة سلة فلبيني.

### أغسطس
- 30 أغسطس – سيزار أمونسوت ملاكم فلبيني.

### أكتوبر
- 7 أكتوبر – جيسون باليستيروس لاعب كرة سلة فلبيني.
- 13 أكتوبر – جيمبو أكوينو لاعب كرة سلة فلبيني.

### نوفمبر
- 4 نوفمبر – ريكو مايرهوفر لاعب كرة سلة فلبيني.
- 11 نوفمبر – لورينزو فيلانوفا ملاكم فلبيني.
- 23 نوفمبر – إلمر إسبيريتو لاعب كرة سلة فلبيني.

### ديسمبر
- 31 ديسمبر – مارفن كروز لاعب كرة سلة فلبيني.

## وفيات

### يناير
- 2 يناير – غابرييل إيلورد (مواليد 1935) ملاكم فلبيني.

### ديسمبر
- 15 ديسمبر – كارلوس بينا رومولو (مواليد 1899)